# Christian von Alvensleben

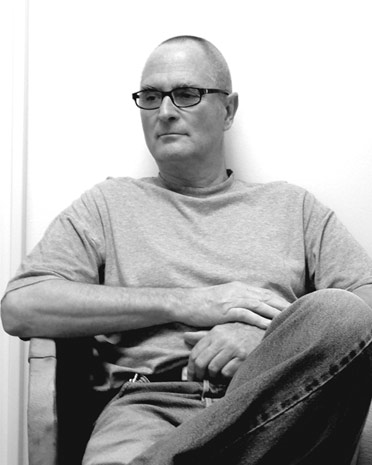
Christian von Alvensleben

Christian von Alvensleben (* 27. August 1941 in München) ist ein deutscher Fotograf.

## Familiärer Hintergrund
Alvensleben ist der Sohn von Anna Caroline von Alvensleben. Ein Onkel war Heinrich Graf von Lehndorff-Steinort, eine Kusine ist Veruschka von Lehndorff. Sein Großvater Werner von Alvensleben war politischer Häftling im KZ Buchenwald und im Zuchthaus Magdeburg bis 1945. Aus seiner geschiedenen Ehe mit der US-Amerikanerin Cathrin Kimbel gingen zwei Söhne hervor.
Heute lebt und arbeitet Christian von Alvensleben mit seiner Frau Helga in Bad Oldesloe in der Nähe von Hamburg.

## Leben und Werk
Seine ersten Photos machte Christian von Alvensleben als Elfjähriger mit einer Kodak-Box-Kamera aus einem US-CARE-Paket, Fotos für die Schülerzeitung folgten. Als 18-jähriger Schüler fuhr er in den Sommerferien nach Frankreich, um für das Abitur die Sprache zu verbessern. In Montjustin traf er auf den jungen deutschen Schriftsteller Hubert Fichte. Die Fotos, die an einem Tag entstanden, wurden 2005 in den Deichtorhallen Hamburg gezeigt und befinden sich jetzt in der Hubert-Fichte-Stiftung.
Ab 1962 folgte ein Aufenthalt in Mosambik/Afrika. Er fotografierte Großwild und Jäger, entstandene Fotos wurden 1993 auf der Photokina ausgestellt (Die Spur des Leoparden/Kaliber .378).
Ab 1964 besuchte Alvensleben die University of Westminster in London/England. Bei dem Fotografen Karl-Heinz von Ludwig/Ali Khan in München folgte eine Assistenzzeit, seit 1968 war er selbstständiger Photograph mit eigenem Studio in Hamburg-St. Georg. Zu seinen ersten großen Arbeiten gehörten 1969 die Bilder für die Printwerbung der SPD zur Bundestagswahl. Ein Motiv aus der Kampagne war das Porträt „Marianne ist sitzengeblieben“, eines weinenden Mädchens, das die bessere Schulpolitik der SPD illustrieren sollte. Bekannt wurde 1972 sein Bild „Der Sonnenschein“ einer nackten, vollschlanken Frau, der damals 21-jährigen Kunststudentin Gerd  Tinglum mit Sonnenschirm am Strand von Ibiza  für die Werbung des Filmherstellers Fuji. Zu dieser Zeit widmete das Time-Magazine dem Foto eine Seite, heute ist das Motiv eines der „Bilder im Kopf“ (Deutsches Presse-Museum, Deutsches Zeitungsmuseum).
Es folgten Produktionen für Editorial und Werbung weltweit in den Bereichen Architektur, Interior, Industrie-Produkte, Mode, Beauty, Food, People, Stills und Transportation. Außerdem porträtiert er Industrie-Manager, Schauspieler, Sportler, Musiker, Politiker, Fashion-Designer und TV-Stars.
Neben Foto-Illustrationen der Bücher für Köche und Genussmenschen wie Alfons Schuhbeck, Alfred Biolek, Christiane Herzog, Bruno Bruni und „Food in Vogue“ / Condé Nast entstand 1992 das mit Preisen ausgezeichnete Werk -Das Apokalyptische Menu-.
Seine Arbeiten erschienen in Zeitschriften wie A&W Architektur & Wohnen, Dance Magazin N.Y., Der Feinschmecker, Frankfurter Allgemeine Zeitung, Geo, Max, Merian, Der Spiegel, Stern, Vanity Fair, Vogue Braut, Vogue Casa, Vogue Deutsch, Vogue Pelle und Die Zeit. Seine Arbeit umfasst auch TV-Spots.
Die Redaktion „Der Feinschmecker“ benannte Alvensleben als „Hall of Fame Member“ zum 30-jährigen Redaktions-Jubiläum, Designers Digest ernannte ihn 2002 zum „(Photo)-Designer des Jahres“ und novum berichtete: Christian von Alvensleben gehört zu den beständigsten Größen des deutschen Fotodesigns und zu den universellsten. 2005 wurde eine bereits vom Art Directors Club (ADC) prämierte Arbeit für den Designpreis der Bundesrepublik Deutschland 2006 vorgeschlagen. In über 35 Jahren fotografischer Arbeit erhielt er vom deutschen ADC über 80 Auszeichnungen für Einzelarbeiten, darunter Goldmedaillen und 1993 den Grand Prix. 2009 erhielt er vom Art Directors Club (ADC) die Auszeichnung für sein Lebenswerk.
2009 wurde Christian von Alvensleben vom BFF (Berufsverband Freie Fotografen und Filmgestalter) zum Ehrenmitglied ernannt.

## Mitgliedschaften
- Art Directors Club für Deutschland (ADC)
- BFF Berufsverband Freie Fotografen und Filmgestalter und Ehrenmitglied 2009[8][9][10]
- Deutscher Journalisten-Verband (DJV)
- Deutsche Gesellschaft für Photographie (DGPh), Berufung 1984, Austritt 2004

Seit dem Gründungsjahr 1994 ist Alvensleben Beirat der Reinhart Wolf Stiftung.

## Ausstellungen
Alvensleben stellte in Deutschland, Frankreich, USA und Italien (Biennale der Fotografie) aus.

## Werke
Bildbände
- LOOK! Fantasie und Wirklichkeit – Zwei Leben für die klassische Fotografie. Christian und Helga von Alvensleben (Fotografien), Deutsche Fotothek - Dr. Jens Bove (Herausgeber), Sandstein Verlag Dresden, 2025, ISBN 978-3-95498-866-2 (Blick ins Buch)
- ZEITSPRUNG, Christian und Helga von Alvensleben (Fotografien), Christian und Helga von Alvensleben (Herausgeber)
Begleitzeitung zur Ausstellung Zeitsprung im Schloß Reinbek mit Unterstützung der Stiftungen der Sparkasse Holstein, 2018
- ISLA NEGRA, Christian und Helga von Alvensleben (Fotografien), Christian und Helga von Alvensleben (Herausgeber)
Begleitband zur Ausstellung Isla Negra, 2015
- ARCHAIK, Christian und Helga von Alvensleben (Fotografien), Sparkassenstiftung Schleswig-Holstein (Herausgeber)
Begleitband zur Ausstellung im Stadtmuseum Schleswig, 2014
- Götterbäume und Meeresfrüchte, Christian von Alvensleben (Fotograf), Dr. Thorsten Rodiek (Herausgeber)
Kulturstiftung Hansestadt Lübeck 2009, ISBN 978-3-00-027639-2
- Gaumenfreuden & Kunstgenuss – Meine Art zu leben, Christian von Alvensleben (Fotografien), Bruno Bruni
Hädecke Verlag, Weil der Stadt 2005, ISBN 3-7750-0460-2
- Die Spur des Leoparden, Christian von Alvensleben (Herausgeber, Fotograf)
Verlagsgesellschaft Christian Brandstätter, Wien 1993, ISBN 3-85447-457-1
- Vier Jahreszeiten, Christian von Alvensleben (Herausgeber, Fotograf)
Verlagsgesellschaft Christian Brandstätter, Wien 1993, ISBN 3-85447-482-2
- Das Apokalyptische Menu, Christian von Alvensleben (Herausgeber, Fotograf), Alfons Schuhbeck (Autor), Gerd Schuster (Autor)
Verlagsgesellschaft Christian Brandstätter, Wien 1992, ISBN 3-85447-414-8
- Food in Vogue, Christian von Alvensleben (Fotografien), Barbara Tims (Editor)
The Condé Nast Publications Limited, Pyramid Books, Octopus Publishing Group, London 1989, ISBN 1-871307-27-9

Illustrationen
- Das neue bayrische Kochbuch, Alfons Schuhbeck
Verlag Zabert Sandmann, München 2002, ISBN 3-453-18866-7
- Alfred Biolek – Meine neuen Rezepte und Wein, Alfred Biolek
Verlag Zabert Sandmann, München 1999, ISBN 3-932023-42-0
- Zu Gast bei Christiane Herzog, Christiane Herzog
Verlag Zabert Sandmann, München 1996, ISBN 3-924678-57-X
- Alfred Biolek – Meine Rezepte, Alfred Biolek
Verlag Zabert Sandmann, München 1994, ISBN 3-924678-71-5
- Gesünder leben, Vegetarisch essen, Barbara Rias-Bucher
Verlag Zabert Sandmann, München 1991, ISBN 3-924678-23-5 (Deutsche Nationalbibliothek)